# Universidade Concórdia

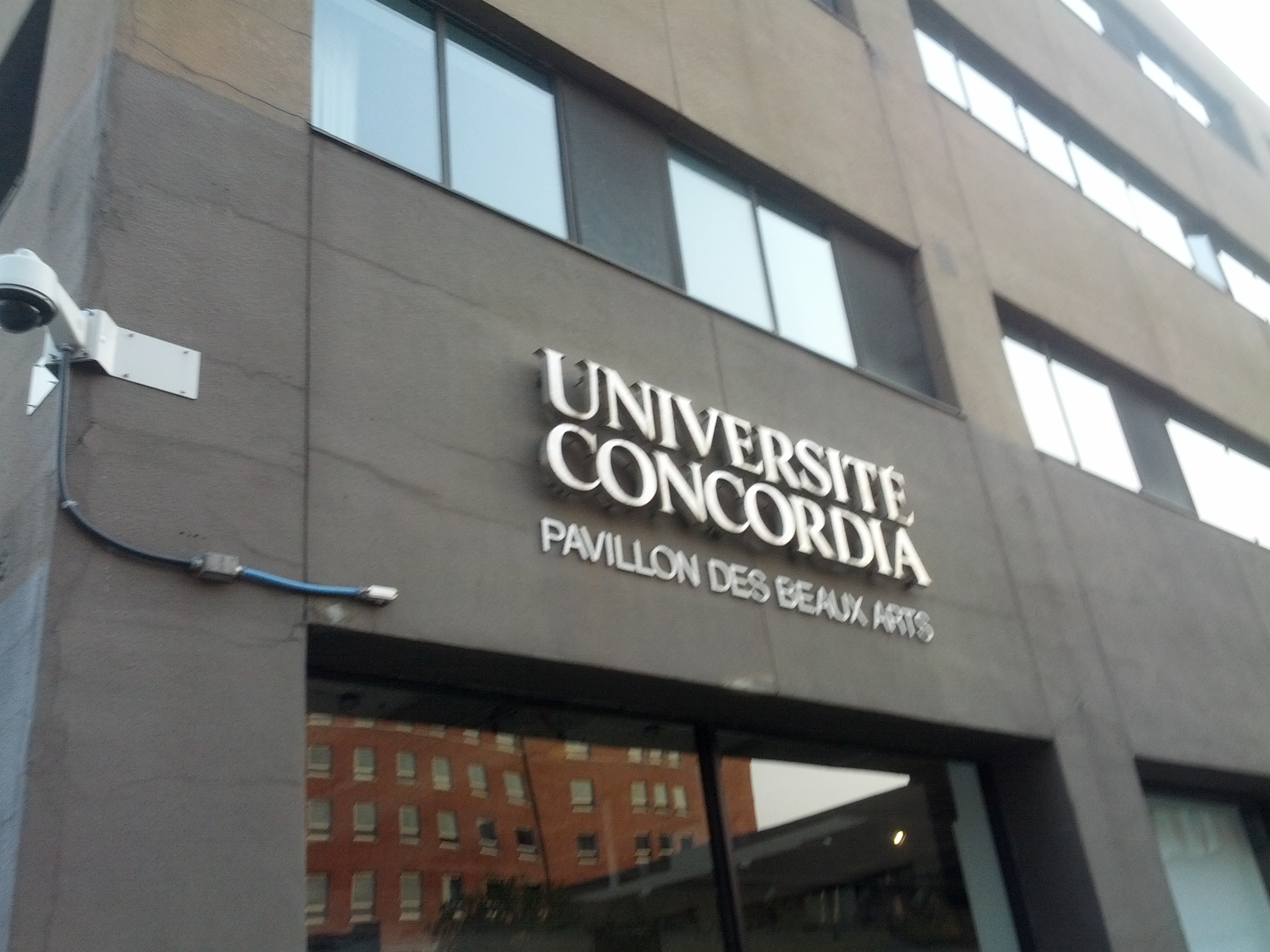
Universidade Concórdia, em Montreal.

A Universidade Concórdia é uma universidade pública canadense localizada em Montreal, Quebec, sendo uma das duas universidades da cidade onde a língua primária instrutiva é o inglês. No ano acadêmico 2011-2012 45.954 estudantes estavam matriculados, situando-a dentre as maiores universidades do Canadá. Foi fundada em 1974, após a fusão do Loyola College com a Sir George Williams University.